# Stefanie Gollasch
Stefanie Gollasch (* 1966) ist eine deutsche Journalistin und Chefredakteurin. Von Februar 2021 bis Dezember 2023 war sie Chefredakteurin der Kieler Nachrichten.

## Werdegang
Gollasch wuchs in Peine auf und studierte Publizistikwissenschaft an der Universität Münster. Nach einem Volontariat bei der Peiner Allgemeinen Zeitung arbeitete sie in diversen Positionen zunächst beim Göttinger Tageblatt, später bei der Hannoverschen Allgemeinen Zeitung. Seit Gründung des RedaktionsNetzwerks Deutschland (RND) gehört Gollasch zum Newsroom-Leitungsteam. Im März 2019 wurde sie Chefredakteurin der Wolfsburger Allgemeinen Zeitung, der Peiner Allgemeinen Zeitung und der Aller-Zeitung. 2018 gehörte Gollasch der Jury des Theodor-Wolff-Preises an.
Nachdem sie im Februar 2021 als Chefredakteurin zu den Kieler Nachrichten wechselte, wo sie Christian Longardt in der Leitung der Redaktion nachfolgte, kehrte sie zu Beginn 2024 in die Zentrale des Madsack Konzerns nach Hannover zurück. Gollasch wird dort Mitglied der Chefredaktion des RND.